# Charango (album de Yannick Noah)
Pour les articles homonymes, voir Charango (homonymie).
Albums de Yannick Noah
Métisses(s)
(2005) Frontières
(2010)
Singles
1. Donne-moi une vie
Sortie : 18 septembre 2006
2. Aux arbres citoyens
Sortie : 12 février 2007
3. Destination ailleurs
Sortie : 18 juin 2007
4. Là
Sortie : 2007

Charango est le septième album de Yannick Noah sorti le 16 octobre 2006 en magasin, et disponible en ligne le 17 septembre 2007. Le titre de l'album désigne, en espagnol, une sorte de petite guitare.
L'album est certifié disque d'or pour s'être écoulé à près de 90 000 exemplaires. Depuis sa sortie, il s'est vendu à plus d'un million d'exemplaires.

## Liste des chansons
| 1.    | Donne-moi une vie    | Gildas Arzel                         | 3:46 |
| 2.    | Danser               | J. Kapler                            | 3:00 |
| 3.    | Aux arbres citoyens  | Cyril Tarquiny, Christophe Battaglia | 3:15 |
| 4.    | Je suis tombé        | Jacques Veneruso                     | 2:39 |
| 5.    | Couleurs d'aimer     | J. Kapler                            | 3:12 |
| 6.    | Assez bon pour moi   | Erick Benzi                          | 3:28 |
| 7.    | C'est toi            | Michel Aimé, Fred Blondin            | 4:22 |
| 8.    | J'y crois encore     | Erick Benzi                          | 2:42 |
| 9.    | Destination ailleurs | Jacques Veneruso                     | 2:52 |
| 10.   | La vie nous donne    | Christophe Battaglia, Cyril Tarquiny | 3:12 |
| 11.   | Un jour (Le combat)  | Erick Benzi                          | 3:41 |
| 12.   | Là                   | Gildas Arzel                         | 3:51 |
| 13.   | Te Quiero            | J. Kapler                            | 3:23 |
| 14.   | Dans et sur mes bras | Jacques Veneruso                     | 2:51 |
| 46:14 |                      |                                      |      |

## Certifications
| Pays   | Organisme | Certification | Niveau de certification |
| ------ | --------- | ------------- | ----------------------- |
| France | SNEP      | Or            |                         |